# Rodolfo Amprino

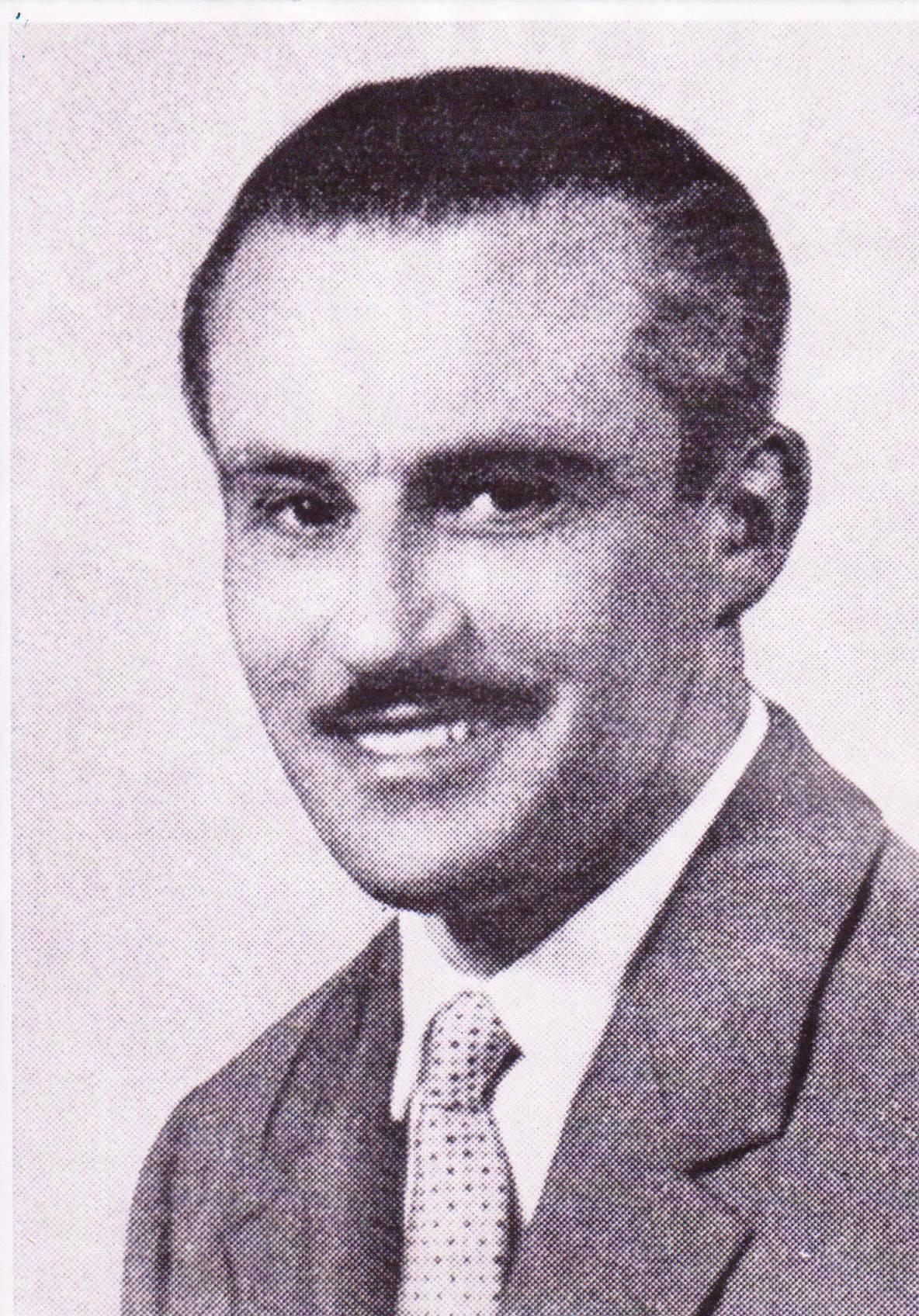
Rudolfo Amprino

Rodolfo Amprino (* 5. Januar 1912 in Turin; † 21. August 2007 ebenda) war ein italienischer Mediziner, Humananatom und Anthropologe.

## Leben und Werk
1938 bis 1939 wirkte Amprino mittels eines Stipendiums der Rockefeller Foundation am Labor für Embryologie der University of Chicago bei P. A. Weiss. 1949 arbeitete er am Laboratoire d'Embryologie expérimentale in Straßburg bei E. Wolff. Von 1945 bis 1953 arbeitete er als Assistent für Humananatomie an der Universität Turin. Von 1955 bis 1982 war er Professor für Humananatomie an der Universität Bari. Er beschäftigte sich wissenschaftlich mit der Entstehung und der Regeneration von Knochenstrukturen.
Amprino hat das Kapitel „Biological bases of the radioisotope investigation of the skeleton“ („Biologische Grundlagen der Radioisotopenuntersuchung des Skeletts“) im von L. Diethelm und anderen herausgegebenen Handbuch der medizinischen Radiologie (Berlin, 1970, Seite 784–847) verfasst.
Seit 1971 war Amprino Mitglied der Deutschen Akademie der Naturforscher Leopoldina und seit 1973 Mitglied der italienischen Accademia Nazionale dei Lincei.  2005 wurde Amprino mit dem Großkreuz der Republik Italien geehrt. Amprino war unter anderem Ehrendoktor der Universität Montpellier.